# Bir Nabala
Bir Nabala (arab. بير نبالا) – palestyńskie miasto położone w muhafazie Jerozolima, w Autonomii Palestyńskiej. Według danych Palestyńskiego Centralnego Biura Statystycznego z 2016 liczyło 5 631 mieszkańców.